# Светлана Стойчева-Етрополски
Светлана Сашова Стойчева-Етрополски е български дипломат.

## Биография
От 1993 до 1997 г. следва и завършва магистърска степен по икономика в Университета за национално и световно стопанство. След това специализи в Bath College във Великобритания, управление на структурни фондове на ЕС в Университета Клингендал, Холандия, и водене на преговорния процес в рамките на ЕС към Дипломатическата академия на Хърватия, съвместно с МВнР на Дания. Специализира също и в Европейската служба за външна дейност в Брюксел, Европейския институт по публична администрация в Маастрихт и в Барселона и Дипломатическия институт към МВнР на Република България.

Започва кариерата си като координатор и консултант по международни проекти и програми, свързани с европейските предприсъединителни фондове, Американската агенция за международно развитие, ЮНЕСКО и Програмата за развитие на ООН.
През 2003 г. Стойчева започва кариера в Министерството на външните работи. До 2006 г. е началник на отдел „Програмни приоритети” в Дирекция „Комуникационна стратегия”. На този пост тя е изпълнявала функциите на старши програмен ръководител за Програма ФАР – Развитие на гражданското общество. През 2006 г. 2007 г. е държавен експерт в Дирекция „Информация, връзки с обществеността и европейска комуникация“.
Дипломатическата ѝ кариера започва през 2007 г. с четири годишен мандат като Завеждащ консулска служба в Генералното консулство на Република България в Ню Йорк, като в периода от септември 2009 г. до април 2010 г. е изпълнявала длъжността временно управляващ на генералното консулство.
Слез завръщането си в България през 2011 г. тя работи като Референт за САЩ – където е отговаряла по целия спектър въпроси на политическия диалог и сътрудничеството на България със САЩ. През този период е отговаряла и за развитието на трансатлантическите отношения. От 2014 г. до 2017 г. е заемала длъжностите първи секретар и съветник, заместник-ръководител на дипломатическото представителство в Отава. В периода октомври 2017 г. – юни 2018 г. Стойчева-Етрополски изпълнява длъжността временно управляващ на българското посолство в Отава.
С указ № 115 от 25 април 2018 г. Светлана Стойчева-Етрополски е назначена за извънреден и пълномощен посланик на Република България в Канада.
 На 29 юни 2018 г. тя връчва акредитивните си писма на генерал-губернатора Жули Пайет. След приключване на мандата ѝ през лятото на 2022 г. тя е назначена за началник на кабинета на външния министър Николай Милков в служебното правителство на Гълъб Донев. През юни 2023 г. е назначена за посланик в Швеция.

## Награди
- Сребърен почетен знак на МВнР - 2018 г.[1]